# 瓦内安
瓦内安（法語：Wannehain）是法国北部-加来海峡大区诺尔省的一个市镇，属于里尔区锡苏万县。该市镇2009年时的人口为1,272人。

## 人口
瓦内安人口变化图示
| 数据来源：INSEE |